# أليش بيبان
أليش بيبان (بالسلوفينية: Aleš Pipan)‏ مواليد 24 مايو 1959 في ليوبليانا، جمهورية يوغوسلافيا الاشتراكية الاتحادية، هو مدرب كرة سلة سلوفيني ولاعب معتزل.

## المسيرة الاحترافية
لعب مع نادي كركا لكرة السلة من سنة 2000 إلى 2002، ثم لعب مع نادي فوتسوافك لكرة السلة في موسم 2007–2008، ثم لعب مع نادي زادار لكرة السلة في موسم 2011–2012.

## روابط خارجية
- أليش بيبان على موقع IMDb (الإنجليزية)